# Comté aborigène de Yarrabah
Le comté aborigène de Yarrabah est une zone d'administration locale spéciale située à l'est de Cairns et au nord de l'État du Queensland, en Australie. Il est géré selon un « acte de cession en fiducie » (Deed of Grant in Trust) d'après le Local Government (Community Government Areas) Act 2004.
Yarrabah compte à peu près quatre mille personnes qui vivent assez isolément, parce qu'ils sont séparées de Cairns par le Trinity Inlet, un fleuve sans pont et infesté de crocodiles. La route pour arriver à Cairns, très scénique, est à peu près à 60 km, mais avec un bateau, la distance est seulement de 11 km.